# Elephantomyia (Elephantomyia) montana
Elephantomyia (Elephantomyia) montana is een tweevleugelige uit de familie steltmuggen (Limoniidae). De soort komt voor in het Afrotropisch gebied.